# 貝斯特山
66°49′S 51°23′E / 66.817°S 51.383°E
貝斯特山是南極洲的山峰，位於恩德比地，屬於圖拉山脈的一部分，處於莫里森山西南面2.8公里，該山峰在1956年由澳大利亞的探險隊被發現。